# Słowar´ jakutskogo jazyka
Słowar´ jakutskogo jazyka (ros. Словарь якутского языка) – słownik wyrazów w języku jakuckim z definicjami w języku rosyjskim opracowany przez Edwarda Piekarskiego. Wydany w Rosji w latach 1907–1930.

## Historia
Edward Piekarski studiował w Charkowie. W 1881 roku za działalność w stowarzyszeniu Ziemla i Wola został skazany na zesłanie. 6 listopada 1881 roku przybył do Jakucji i zamieszkał w małej wiosce na wschód od Jakucka. Mieszkając wśród Jakutów zorientował się, że nie znają oni języka rosyjskiego. Chcąc nauczyć się jakuckich słów, zapisywał je w dwóch zeszytach. W jednym notował jakuckie słowa z tłumaczeniem na język rosyjski, a w drugim rosyjskie słowa z ich odnośnikami w języku jakuckim. Korzystanie z tego słownika było utrudnione, a pracę ułatwiło Piekarskiemu poznanie właściwej metody sporządzania słownika. Czytając wstęp do słownika Władimira Dala Tołkowyj słowar´ żywogo wielikorusskogo jazyka dowiedział się o fiszkach. Nie tylko ułatwiały one zbieranie informacji, ale pozwalały układać hasła alfabetycznie i dodawać nowe hasła słownikowe.
W pracy nad Słownikiem pomagali mu zesłańcy ożenieni z Jakutkami oraz niewidomy Jakut imieniem Očokun. Korzystał również z doświadczeń Ottona von Böhtlingka, niemieckiego językoznawcy, autora Über die Sprache der Jakuten, który opracował alfabet języka jakuckiego opierając się na cyrylicy. Jego zasady (z niewielkimi zmianami) przyjął przy tworzeniu swojego słownika Piekarski.
Słownik został wydany w latach 1907–1930. Piekarski w 1926 roku ukończył prace nad jego ostatnią częścią. Przed śmiercią zebrał jeszcze materiały do dodatkowego tomu, ale nie zostały one nigdy wydane i są przechowane w jednym z instytutów w Petersburgu.

## Wydania
Prace nad słownikiem trwały kilkanaście lat. Pierwsza część ukazała się w 1907 roku. Do 1917 roku wydano kolejne 4 części. Wybuch rewolucji październikowej przerwał wydawanie na 6 lat. Dzięki rosyjskiemu orientaliście Siergiejowi F. Oldienburgowi wydawnictwo wznowiono w 1923 roku. Ostatnia, trzynasta część ukazała się w 1930 roku.
Drugie wydanie ukazało się w 1958 roku, z okazji 100. rocznicy urodzin Piekarskiego, a trzecie (z dodatkowymi materiałami biograficznymi) – w 2008 roku podczas obchodów 150. rocznicy urodzin Piekarskiego.
Piekarski podczas opracowywania haseł używał języka rosyjskiego, a nie polskiego, bo słownik miał służyć Jakutom i Rosjanom do wzajemnej komunikacji. Polacy mieszkający na zesłaniu w Jakucji używali języka rosyjskiego. O ile w drugim wydaniu wspomniano, że Piekarski był Polakiem, to w kolejnym brak już tej informacji.

## Znaczenie
Piekarski w Słowniku zebrał 25 tysięcy słów w języku jakuckim. W tym rzadkie i mało znane, używane tylko na co dzień oraz wulgaryzmy. Każde słowo ma obszerny opis. Słownik podaje etymologię, wymowę, paralele w językach pokrewnych, wspólne znaczenie rdzenia, antonimy, synonimy, frazeologię i znaczenia drugorzędne. Wyjaśniając znaczenie słów Piekarski często podawał różne informacje o życiu Jakutów, wierzeniach, obrzędach i zwyczajach czy sposobie wykonywania różnych przedmiotów itp. Słownik zawiera więc materiał etnograficzny i folklorystyczny. Dlatego Piekarski jest uważany za ojca jakuckiej literatury.
Pierwszy tom słownika w 1937 roku na polecenie Atatürka został przetłumaczony na język turecki. Pierwszy tom z literami A i M wydany w 1945 roku pod tytułem Yakut Dili Sözlüğü. Pozostałe tomy nie zostały wydane. W 2018 roku ponownie rozpoczęto prace nad słownikiem, planując jego pełne wydanie do końca 2023 roku pod tytułem Yakut Dili Lûgati.